# Gianluigi Galli
Gianluigi Galli (Milà, Itàlia; 13 de gener de 1973), també conegut com a Gigi Galli és un corredor de ral·li italià, actualment retirat, que va participar al Campionat Mundial de Ral·lis i al Campionat d'Europa de Ral·lis.

## Trajectòria
Gigi Galli comença a disputar proves de ral·li en campionats monomarca del Fiat Cinquecento, aconseguint guanyar el Trofeu Fiat Cinquecento de 1996. Posteriorment, l'any 1997, amb un Ford Escort RS Cosworth, disputa diferents ral·lis del Campionat d'Europa de Ral·lis.
A partir de 1998 comença a disputar la categoria del Grup N del Campionat Mundial de Ral·lis amb un Mitsubishi Carisma primer i amb un Mitsubishi Lancer després, disputant alhora proves del Campionat d'Europa.
El 2004 i el 2005 esdevé pilot oficial de Mitsubishi Ralliart pel Campionat Mundial de Ral·lis. Amb un Mitsubishi Lancer, l'any 2004 acaba sisè del Ral·li de Sardenya com a millor resultat i al 2005 cinquè al Ral·li d'Alemanya com a millor resultat.
Amb la retirada de Mitsubishi de la competició, la temporada 2006 va córrer amb el Peugeot 307 WRC, aconseguint un tercer lloc al Ral·li de l'Argentina. Posteriorment, al 2007 corre amb un Citroën Xsara WRC de l'escuderia privada Aimont Racing, disputant tanty sols tres proves del Mundial, amb un sisè lloc al Ral·li de Noruega com a millor resultat.
El 2008 va córrer amb la subescuderia de Ford Munchis Stobart amb un Ford Focus RS WRC '07, en substitució de Jari-Matti Latvala. Aconseguí un tercer lloc al Ral·li de Suècia i un quart lloc al Ral·li de Sardenya, però on es va veure obligat a retirar-se a mijta temporada a causa de trencar-se el fèmur en un accident al Ral·li d'Alemanya. Aquesta lesió suposà la seva retirada de la competició.
Des de la seva retirada, Galli ha fet puntualment de cotxe de cursa a algun ral·li i ha participat en algun ral·li d'exhibició.